# 508省道 (福建省)
508省道，又称纵一线，是中国福建省的联络线省道之一。
508省道路线的起点在漳州市漳浦县沙西镇，途经云霄县和东山县，终于诏安县桥东镇与广东省的交界处。